# Joseph Fiévez
Joseph Fiévez (Hamoir, 13 april 1936) was een Belgisch volksvertegenwoordiger.

## Levensloop
Fiévez begon zijn beroepsloopbaan als postbode, wat hij was van 1953 tot 1957, en was van 1957 tot 1960 vervolgens bediende bij het Nationaal Instituut voor de Statistiek. Hij keerde terug naar de posterijen, eerst in Flémalle, waar hij deelnam aan de stakingen, vervolgens in Hoei en in het sorteercentrum Brussel X. Hij werd syndicaal afgevaardigde. In 1966 behaalde hij een graduaat in de sociale en de arbeidswetenschappen aan het Institut supérieur de culture ouvrière.
Hij werd actief binnen de christelijke arbeidersbeweging MOC en van daaruit binnen de christendemocratische PSC, waar hij tot de linkervleugel behoorde. In Hoei nam hij deel aan een dissidente groep, de Démocratie Chrétienne Hutoise (DCH), die belang stelde in het samengaan met progressieven en daartoe ook contact zocht met de Waalse Beweging.
In 1970 was Joseph Fiévez bij de gemeenteraadsverkiezingen in Hoei de enige verkozene van de lijst DCH-Rassemblement Wallon. De lijst ging vervolgens een coalitie aan met de socialisten en begin 1971 werd hij schepen van Financiën, hetgeen hij zou blijven tot in 1976. Kort daarna trad hij officieel toe tot het Rassemblement Wallon. In de legislatuur 1977-1982 was Fiévez gemeenteraadslid in de oppositie en OCMW-raadslid. Bij de gemeenteraadsverkiezingen van oktober 1982 voerde hij de lijst van het Rassemblement Wallon, maar werd hij niet herkozen. 
In 1971 voerde Fiévez bij de wetgevende verkiezingen voor het eerst de RW-Kamerlijst in het arrondissement Hoei-Borgworm aan. Hij werd toen niet verkozen, maar bij de verkiezingen van 1974 raakte hij wel verkozen als volksvertegenwoordiger. In 1977 niet herkozen, werd hij door zijn partij opgevist om in de Senaat te zetelen, als provinciaal senator voor Henegouwen. Hij bleef dit tot aan de verkiezingen van 1978 en daarna was hij tot 1981 opnieuw volksvertegenwoordiger. Door het toen bestaande dubbelmandaat zetelde hij van rechtswege van 1974 tot 1980 ook in de Cultuurraad voor de Franse Cultuurgemeenschap, van 1974 tot 1977 in de voorlopige Waalse Gewestraad en van 1980 tot 1981 in de Waalse Gewestraad en de Franse Gemeenschapsraad. In november 1981 werd hij niet meer herkozen. 
In het parlement droeg hij bij tot de wet op het politiek verlof voor ambtenaren. Hij was ook actief tegenstander van kernenergie en voorstander van nieuwe wetgevingen over het bedrijfsleven. Hij interesseerde zich tevens voor permanente vorming voor arbeiders.
In september 1976, na het vertrek van Jean Gol en zijn gelijkgezinden naar de PRL, steunde hij de voorzitter van het Rassemblement Wallon, Paul-Henry Gendebien, in zijn zwenking naar links. In 1977 werd hij secretaris-generaal van het Rassemblement Wallon, wat hij bleef tot in 1980. Van 1981 tot 1983 oefende hij deze functie opnieuw uit.
Na het einde van zijn parlementaire loopbaan ging Joseph Fiévez opnieuw bij de post werken en werd hij inspecteur en vervolgens postontvanger in Hoei, tot aan zijn pensioen in 1997.